# La promesa de Irene
La promesa de Irene es una película de drama bélico canadiense-polaca de 2023 dirigida por Louise Archambault que cuenta la historia de la vida de una joven polaca, Irena Gut Opdyke, que salvó a varios judíos del Holocausto durante la Segunda Guerra Mundial.
Película canadiense-polaca, inspirada en hechos reales. Es la historia de una adolescente Irena Gut que, durante la Segunda Guerra Mundial y la ocupación alemana, arriesgó su vida para esconderse y salvar del exterminio a una docena de personas de origen judío. El guion está basado en la popular obra de teatro off-Broadway de Nueva York Irena's Vow de Dan Gordon. El papel principal en la obra fue interpretado por Tovah Feldshuh. La película fue dirigida por Louise Archambault.
La película tuvo su estreno mundial el 10 de septiembre de 2023 en el 48. Festival Internacional de Cine de Toronto de 2023. En Polonia, el estreno tuvo lugar el 19 de abril de 2024 (es decir, en el aniversario del estallido del Levantamiento del Gueto de Varsovia. A la conferencia de prensa que precedió al estreno polaco de la película asistió Roman Haller, quien fue salvado cuando era niño por Irena Gut-Opdyke.
En 1982, la protagonista de la película, Irena Gut Opdyke, fue homenajeada por el Instituto de Yad Vashemen Jerusalén Título Justos entre las Naciones.
La película se rodó en Lublin y Varsovia.

## Recepción

### Respuesta crítica
En el sitio web agregador de reseñas Rotten Tomatoes, el 90% de las reseñas de 10 críticos son positivas, con una calificación promedio de 8.3/10.